# Simulium pindiensis
Simulium pindiensis es una especie de insecto del género Simulium, familia Simuliidae, orden Diptera.
Fue descrita científicamente por Khatoon & Hasan, 1996.